# 義人
義人（ぎじん、英: righteous manあるいはrighteous person）は、神の義つまり神の眼から見て正しいことを実行している人を指す、キリスト教（やユダヤ教）の概念。「義なる人」「正しい人」とも。
福音書、ペテロの第二の手紙などで主題化される。 
正教会においては聖人の称号のひとつ。多く旧約聖書の聖人・キリスト受難以前の聖人に用いられる(例：義なる預言者モイセイ（モーゼ）。義なる神の祖父母イオアキムとアンナ（生神女マリヤの両親）)。
また、『広辞苑』第6版によると「堅く正義を守る人。わが身の利害をかえりみずに他人のために尽くす人」のこと。